# Shahpour II
Shahpour II, född 309, död 379 var en persisk kung av den sassanidiska ätten. Han kröntes redan i sin moders sköte och regerade mellan sin födelse och död.

## Biografi
Sedan han blivit myndig ledde han en armé mot Arabien längs Persiska viken och sedan vidare mot Afghanistan. År 337 bröt han en 40-årig fredsperiod med Rom, ockuperade Armenien och förde trupperna vidare mot Mesopotamien, där romarna hade fästen. Fred slöts år 350 och resultatet av kriget var status quo.
Fälttågen fortsatte i Centralasien, varvid nomadiska krigsstammar besegrades. Fästningen i Amed intogs efter en 73 dagar lång belägring. År 360 satte den romerske kejsaren Julianus in en motattack och hotade Ktesifon, men kom att dödas.
Vid Shahpours död sträckte sig hans rike från norra Indien till Mesopotamien. 